# Schloss Pettendorf (Neunburg vorm Wald)

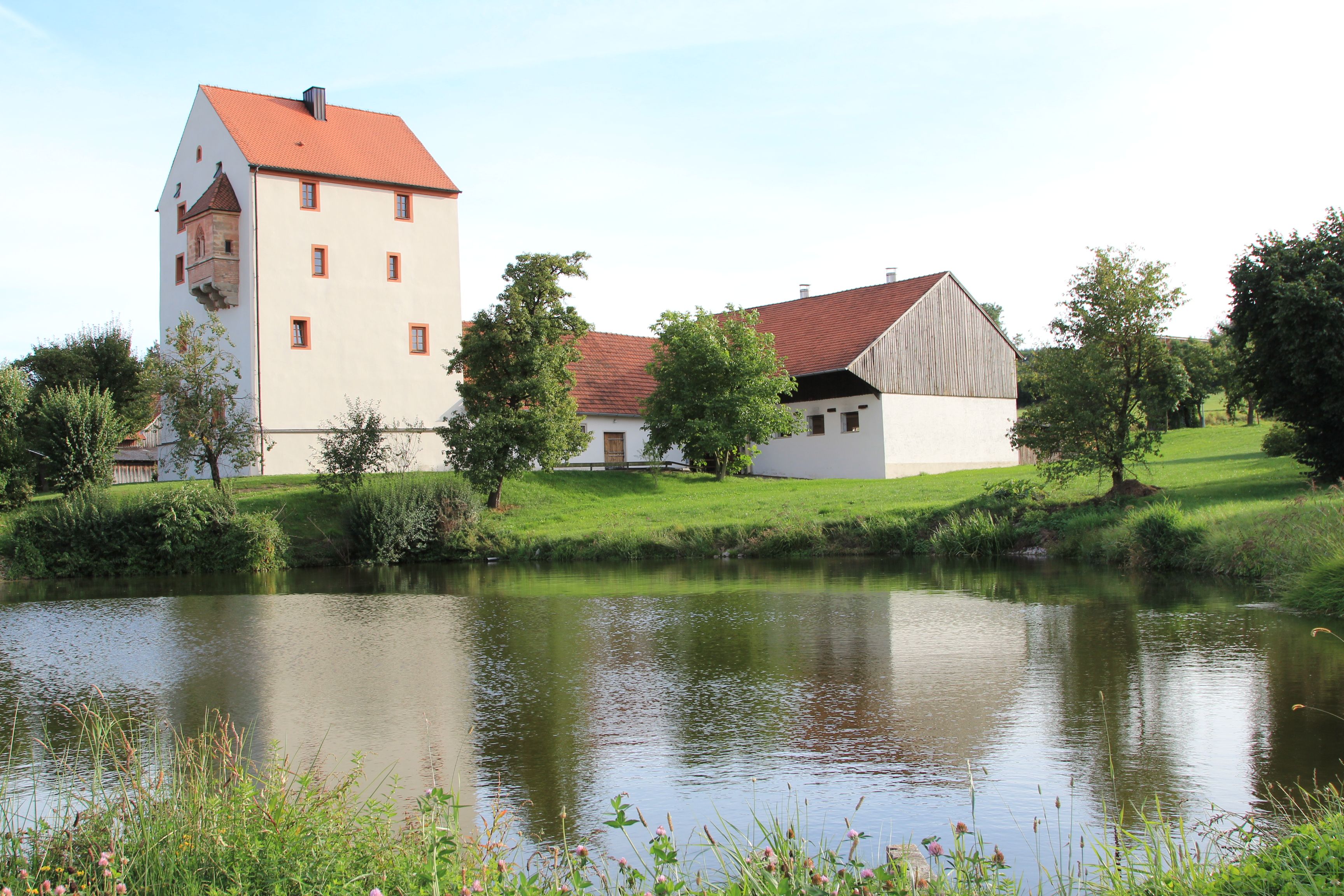
Schloss Pettendorf

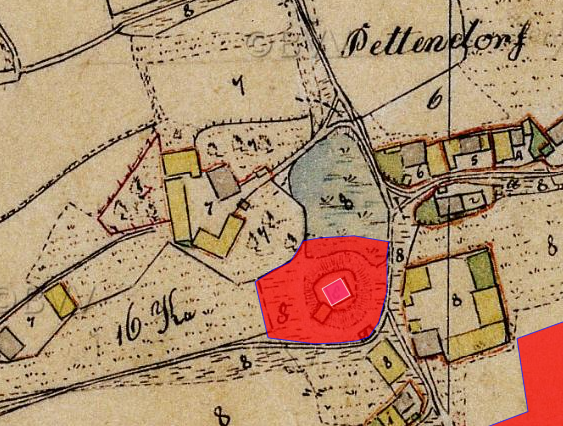
Lageplan von Schloss Pettendorf (Neunburg vorm Wald) auf dem Urkataster von Bayern

Das Schloss Pettendorf (auch Burg Pettendorf genannt) befindet sich im Ortsteil Pettendorf der Stadt Neunburg vorm Wald im Landkreis Schwandorf. Die Anlage wird als Bodendenkmal unter der Aktennummer D-3-6640-0003 im Bayernatlas als „archäologische Befunde des Mittelalters und der frühen Neuzeit im Bereich des ehem. Schlosses von Pettendorf“ geführt. Ebenso ist sie unter der Aktennummer D-3-76-147-168 als denkmalgeschütztes Baudenkmal von Pettendorf verzeichnet.

## Oberpfälzer Linie der Herren von Pettendorf
Pettendorf wird 1273 Pennedorf und 1326 Penndorf genannt. Der Ort ist demnach die Siedlung eines Benno oder Penno. Diese Oberpfälzer Linie der Pettendorfer scheint mit der Familie der Herren von Pettendof-Lengenfeld-Hopfenohe, die ihren Hauptsitz in Pettendorf bei Regensburg hatten, verwandt gewesen zu sein. So verweist der Wappenschild beider Familien auf diese Beziehung (die Pettendorfer von Neunburg vorm Wald haben als Wappen einen schwarzen Ring in weißem Felde geführt, die Pettendorfer Linie der Pettendorfer führte einen Silberring in rotem Wappenschilde).

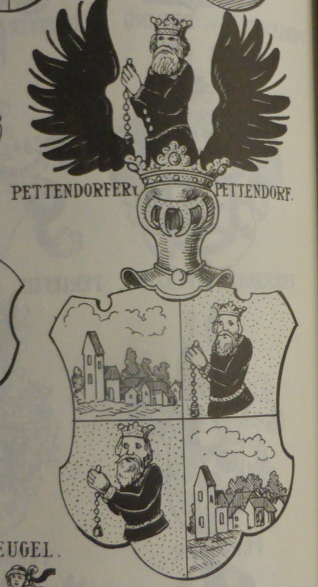
Wappen der Pettendorfer in Siebmachers Wappenbuch

1150 übergab Seifried von Pettendorf dem Kloster Ensdorf ein Gut in Swante. In einer Tradition des Stiftes zur Alten Kapelle zu Regensburg mit den Mönchen von Kloster Prüfening siegelt 1187 ein Heinricht von Pettendorf. 1209 ist Perthold Pettendorfer Abt des Klosters Ilmmünster.
1297 tritt Dietrich Petendorfer bei einer Schenkung zugunsten des Klosters Walderbach auf. Bei der Übergabe eines Gutes an das Kloster Schönthal ist 1299 Dietricus de Petendorf Zeuge. 1319 hatte Erhard Paetendorffer von den Herzogen in Niederbayern Höfe in Penting zu Pfand, 1323 erhielt er den Zehnt im ganzen Amt Eschlkam. Ulrich von Pettendorf verschrieb sich 1321 dem Dienst an König Ludwig gegen den Habsburger Friedrich den Schönen. Ulrich ist vermutlich in der Schlacht bei Mühldorf gefallen.
Conrad von Pettendorf heiratete 1360 Richild Mukentaler von Schönhofen und übersiedelte in die rheinische Pfalz. 1323 siegelt ein Alt der Pettendorfer für seinen Schwager Ruger von Warberg, als dieser sein Dorf Buch im Neunburger Gericht Reichenbach verkauft. Altmann der Pettendorfer war mit der Schwester des Warberg verheiratet. Deren Söhne waren Ulrich und Dietrich. Ulrich wurde 1402 zum Abt des Klosters St. Emmeram gewählt († 1423). Peter Pettendorfer, vermutlich ein Sohn des Dietrich, kommt 1429 als Bürger zu Cham vor. Hans Bettendorffer, Sohn des Peter, nennt sich 1454 wieder von Pettendorf. In diesem Jahr verlieh Hilpolt Steyner die Vogtei über Pingarden seinem Schwiegersohn Hanns Bettendorffer zu Bettendorf. Mit diesem Hans scheint 1484 der Stamm in der Oberpfalz erloschen zu sein. Von einer fränkischen Nebenlinie wurde Thomas Pettendorfer im Jahr 1503 zu Nürnberg erschlagen und mit ihm stirbt die Oberpfälzer Linie derer zu Pettendorf aus. Die sich von Conrad von Pettendorf ableitende Pfälzische Linie der Pettendorfer ist hingegen erst Ende des 20. Jahrhunderts ausgestorben bzw. der Name wird heute noch über einen Adoptivsohn weitergeführt.

## Geschichte
Erbaut wurde das spätgotische Schloss vermutlich am Anfang des 15. Jahrhunderts, Bauherren waren die Herren von Pettendorf, aus deren Geschlecht der Abt Ulrich von St. Emmeram in Regensburg (1402–1423) hervorging. Die Burg kommt als Oberpfälzisches Lehen 1509 an Ruprecht Uttinger, der bereits seit 1488 im Besitz von Pettendorf war. 1510 bis 1529 ist Michael Uttinger mit dem Sitz belehnt. 1530 folgt Lorenz von Plassenberg; diese Familie hatte Pettendorf bis 1588 inne. 1588 kaufte Hans Wilhelm Castner das Lehengut Pettendorf von Christoph von Plassenberg. 1609 hat Hans Jakob Lindhardt, Richter zu Winklarn, Pettendorf von dem Hans Wilhelm Castner gekauft. 1617 besaß dieser neben Pettendorf auch Schloss Katzdorf und war Richter zu Cham. 1630 musste er wegen seiner Religionszugehörigkeit das Lande verlassen. Von 1628 bis 1637 verwaltete sein Sohn Hans Ulrich Lindhardt Pettendorf für seinen Vater. 1652 huldigt dieser Hans Ulrich dem Landesfürsten. Er starb ohne Kinder und seine beiden Schwestern verzichteten auf ihr Erbe, weswegen Pettendorf an Kurbayern zurückfiel. Am 16. Juli 1661 kaufte Hans Christoph von Gravenreuth Pettendorf. Das im Dreißigjährigen Krieg stark beschädigte Pettendorf wurde 1664 an einen Adam Lochner von Palnitz verkauft. 1679 besaß Christoph Jobst Bernhard von Satzenhofen zu Wilbersdorf, Pfleger zu Nabburg, Schloss Pettendorf. 1687 saß dessen Sohn Johann Friedrich auf Pettendorf († 1704). Dessen Sohn Franz Siegmund war Deutschordensritter und hatte folglich keine Nachkommen. Ende des 17. Jahrhunderts hatten Pettendorf und das benachbarte Katzdorf die gleichen Besitzer. 1717 ist Johann Georg von Zehmann auf Pettendorf, diese Familie blieb bis 1782 im Besitz von Pettendorf. 1784 ist Johann Georg von Mosburg auf Schwarzeneck Eigentümer und 1798 Wenzl Schedl von Greifenstein. Der letzte Besitzer (ab 1801) ist Freiherren Johann Baptist von Ott auf Katzdorf und Pettendorf, er musste seinen Besitz zu Pettendorf an Güterhändler verkaufen.

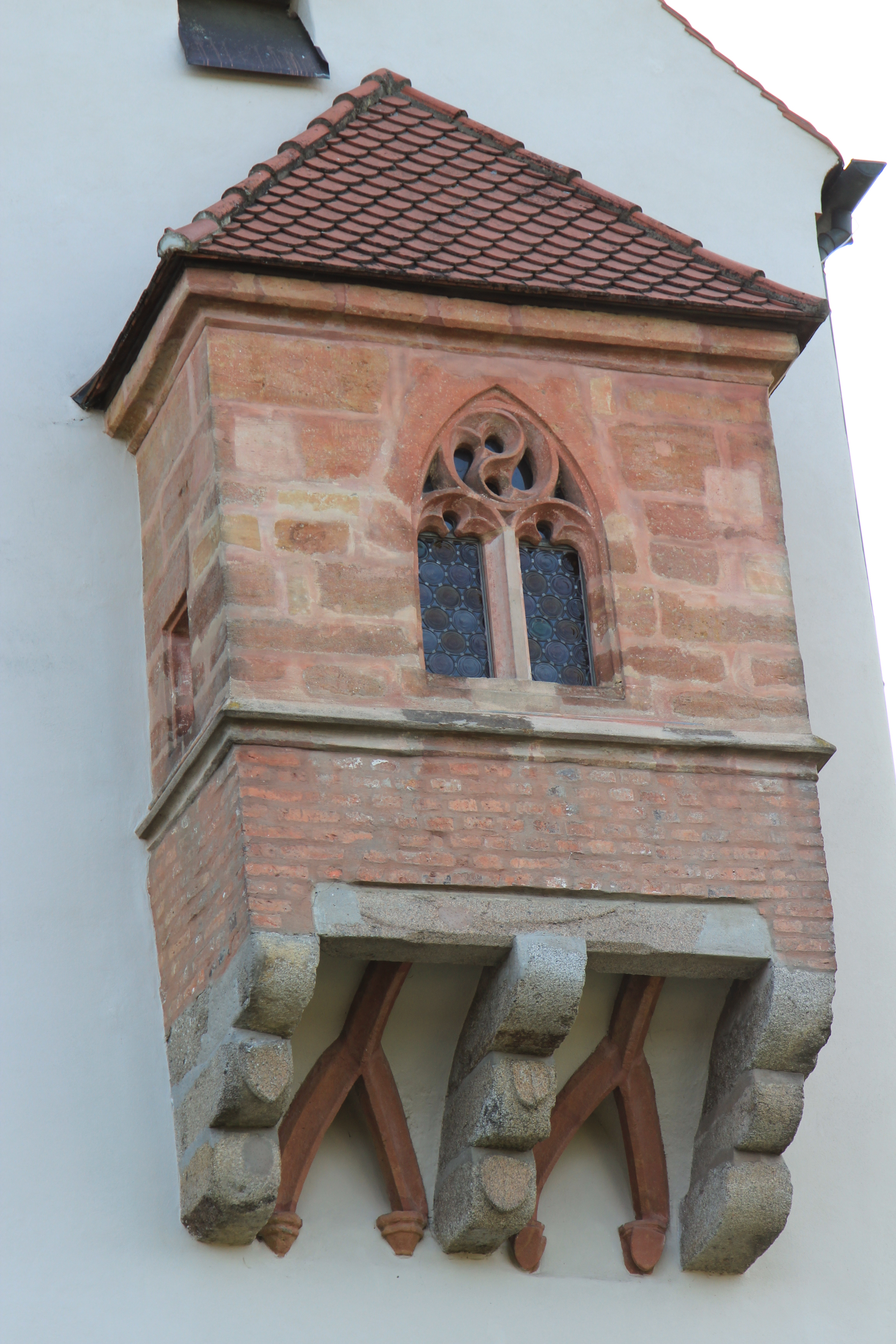
Spätgotischer Erker an der Ostseite

1809 bildete Pettendorf zusammen mit Katzdorf noch ein Patrimonialgericht II. Klasse, das dem Freiherren Johann Baptist von Ott gehörte. Eine beantragte Allodifizierung wurde 1821 abgelehnt und die Gerichtsbarkeit zu Pettendorf ging an den Staat über.

## Gegenwart
Bei dem Gebäude handelt es sich um einen viergeschossigen Satteldachbau aus dem Anfang des 15. Jahrhunderts. Profilierte Fenstergewände im ersten und zweiten Obergeschoss markieren die ehemaligen herrschaftlichen Wohnräume. An der Ostseite befindet sich ein auf drei Konsolen ruhender gotischer Flacherker mit Kreuzrippengewölbe und Maßwerkfenster. Er ist aus Sandsteinquadern erbaut und sitzt auf drei Granitkonsolen, die durch spitzbündige Wappenschilde verziert sind. Auf der Nordseite befand sich einst ein kleinerer Erker. Der spitzbogige Eingang zum Turm liegt nur noch leicht erhöht im Erdgeschoss. Dieses besitzt wie das Untergeschoss ein Tonnengewölbe.
Ursprünglich war das Schloss bis 1850 von einer Ringmauer und einem Wassergraben umgeben. Von diesem ist nur noch ein Teich übrig. Die Ringmauer wurde 1850 abgebrochen. Nach einem Brand im Jahre 1892 wurde der Dachstuhl erneuert. In den 1970er Jahren wurde das Schlösschen restauriert. Es wird seitdem privat bewohnt und kann nicht besichtigt werden.